# 孔喬縣 (德克薩斯州)
孔喬縣（英語：Concho County）位美國德克薩斯州中部的一個縣。面積2,574平方公里。根据美國2000年人口普查，共有人口3,966人。縣治佩恩特羅克（Paint Rock）。
成立於1856年1月25日，縣政府成立於1879年3月11日。縣名來自孔喬河（西班牙語「貝類」的意思）。